# Esclanèdes
Esclanèdes is een gemeente in het Franse departement Lozère (regio Occitanie) en telt 250 inwoners (1999). De plaats maakt deel uit van het arrondissement Mende.

## Geografie
De oppervlakte van Esclanèdes bedraagt 12,8 km², de bevolkingsdichtheid is 19,5 inwoners per km².

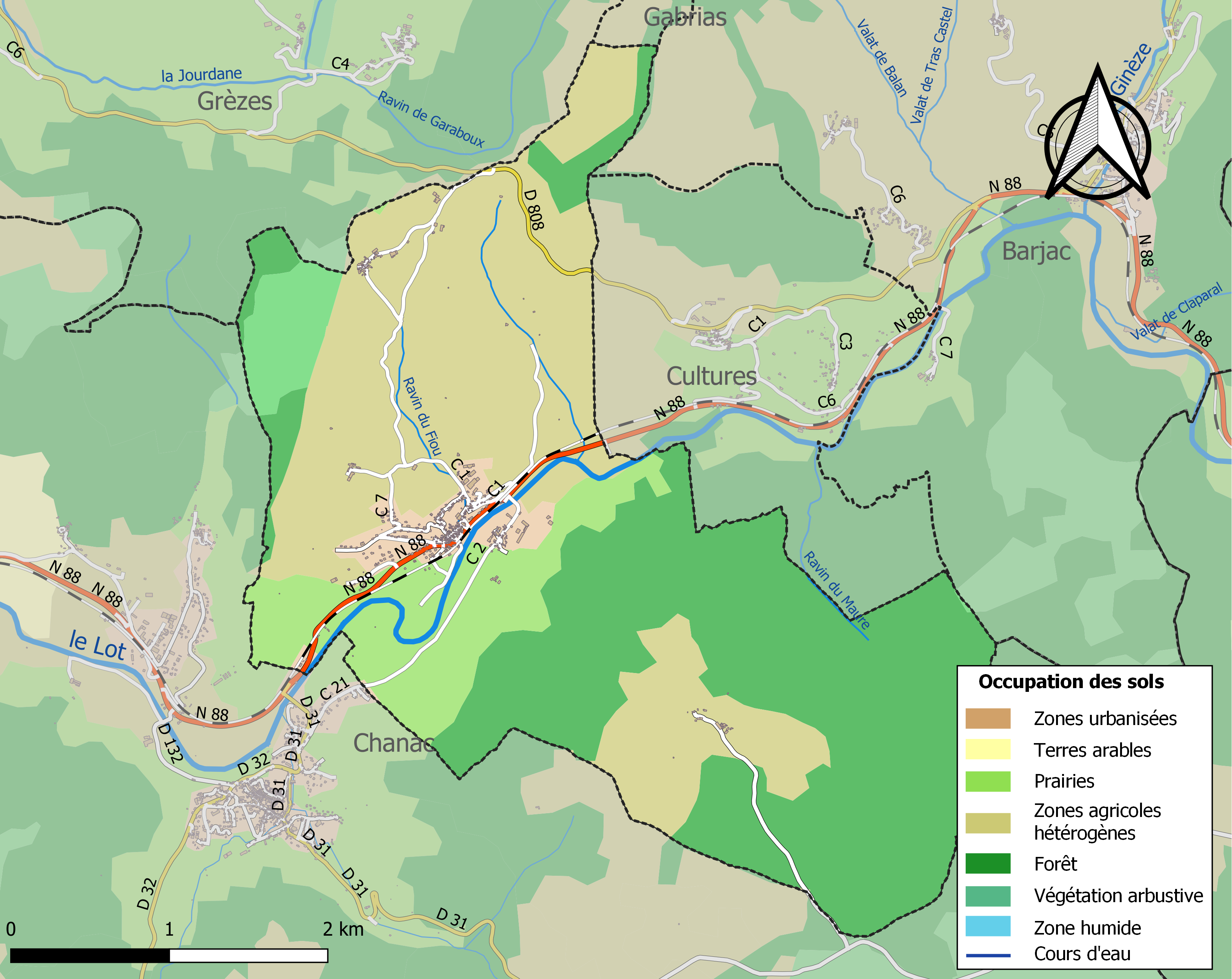
Kaart van de gemeente met de belangrijkste infrastructuur, bodemgebruik en omliggende gemeenten

## Verkeer
In de gemeente ligt de spoorweghalte Le Bruel.

## Demografie
Onderstaande figuur toont het verloop van het inwonertal (bron: INSEE-tellingen).